# Света Тројица (Иматија)
Света Тројица (грч. Αγία Τριάδα, Аја Тријада) је насељено место у општини Александрија у периферији Средишња Македонија, Грчка. Према попису из 2021. године било је 223 становника.
Насеље је подигнуто после 1923. године насељавањем грчких избегличких породица. На попису из 1928. године Света Тројица су имала 165 становника. Село се раније звало Киркасии.